# Pietre lanciate

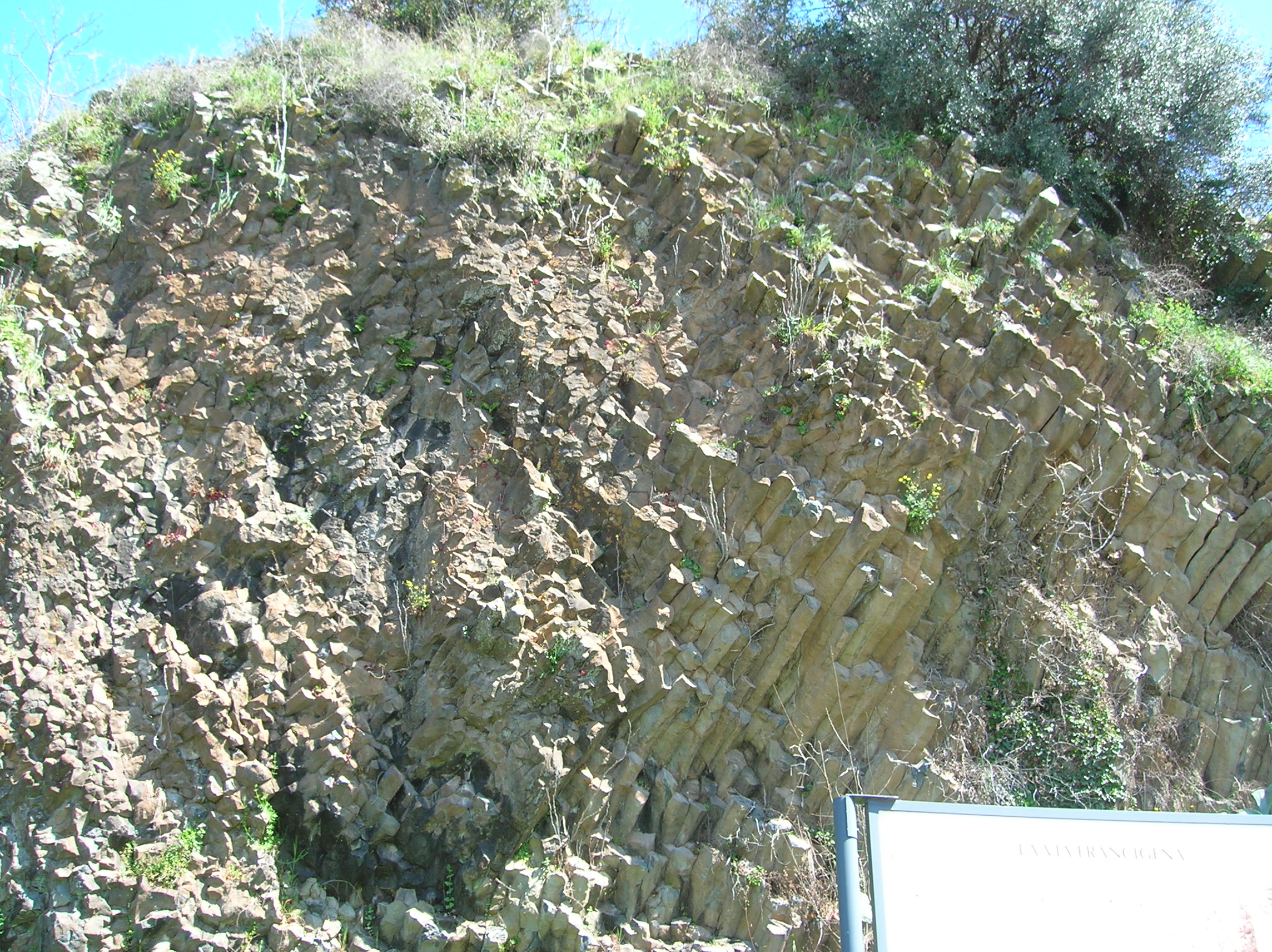
Le pietre lanciate

Le pietre lanciate sono un geosito a circa un chilometro dal paese di Bolsena, in provincia di Viterbo, visibile lungo la via Cassia in direzione Montefiascone in località La Fornacella.
Questo raro monumento geologico è formato da prismi di roccia di origine vulcanica affioranti dal terreno e dovuti ad alcune fasi dell'antica attività vulcanica nella zona di Bolsena; il sito delle pietre lanciate, parte del più ampio Distretto Vulcanico Vulsino si estende per alcune centinaia di metri lungo il crinale è invaso dalla vegetazione, ma la porzione di maggior pregio di 10 metri è curata e ripulita, tutelata come Patrimonio Geologico e parte delle bellezze naturali che hanno permesso di proporre il Lago di Bolsena e i Monti Volsini come patrimonio dell'umanità dell'UNESCO. Le pietre lanciate rientrano nel sito di interesse comunitario e zona di protezione speciale "Monti Vulsini" (codice SIC-ZPS: IT6010008).
La conformazione delle pietre lanciate, immortalate fin dall'antichità in stampe e incisioni, nei secoli colpì la curiosità dei molti viaggiatori che si misero in cammino verso Roma e tuttora sono un'attrazione turistica.

## Etimologia

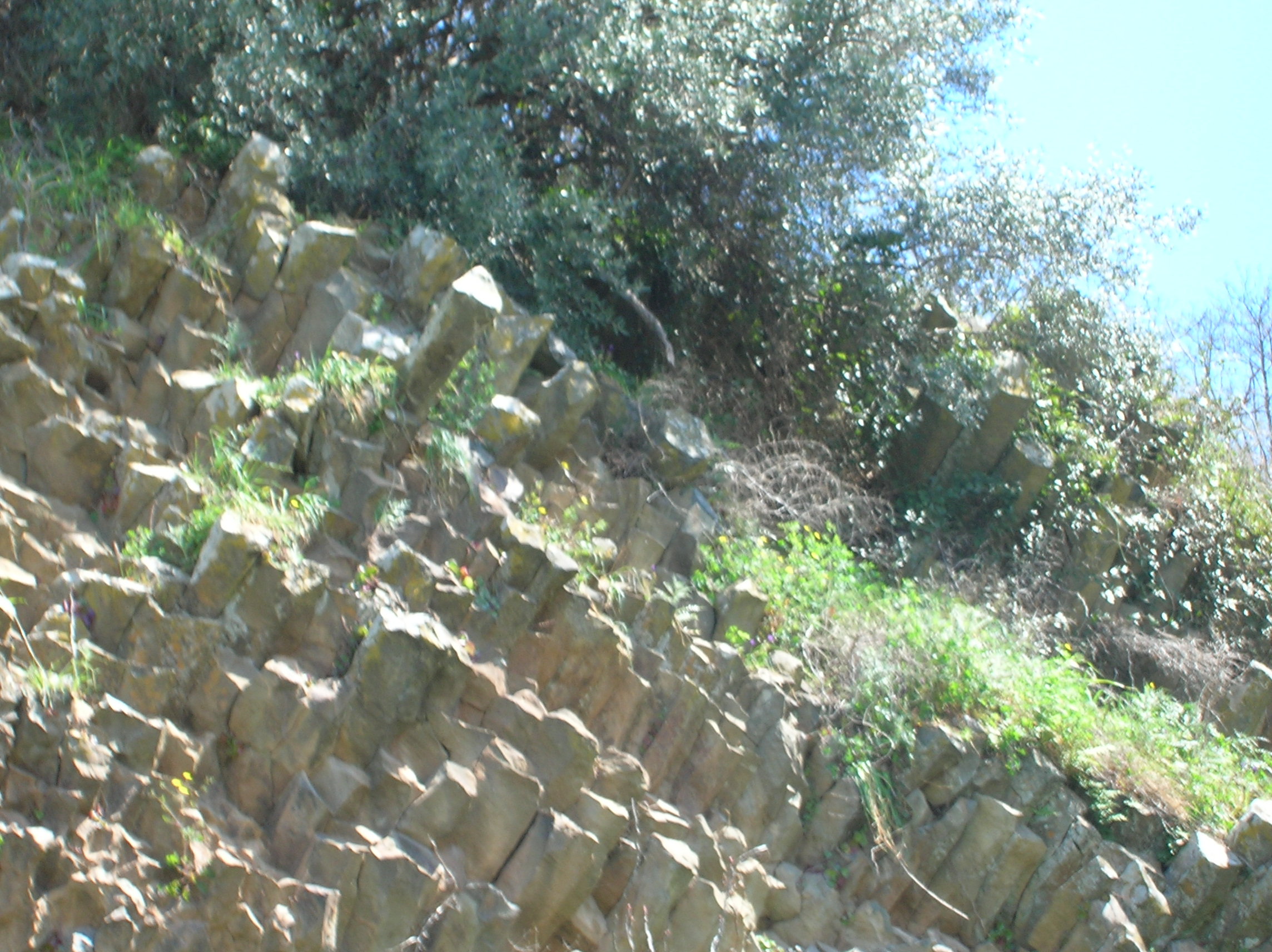
Le pietre lanciate

Il toponimo di pietre lanciate, con cui vengono comunemente denominate queste particolari rocce, ha origine popolare: fu coniato dagli abitanti del posto nel tentativo di comprendere quello che appariva come un fenomeno inspiegabile. Si immaginò quindi che l'antico vulcano di Bolsena, al cui posto si trova attualmente il Lago di Bolsena, avesse scagliato pietre durante un'eruzione e che queste si fossero conficcate nel terreno. Seppure il nome sia rimasto popolare e tuttora tramandato ai turisti, dal punto di vista scientifico è fuorviante e poco attendibile.

## Morfologia
La morfologia peculiare di questa parete basaltica è dovuta all'intensa attività vulcanica che ha interessato questa zona a partire da un milione di anni fa ed in particolare al magma venuto in contatto con l'acqua, che ha fatto assumere alla roccia una forma di colonna pentagonale o esagonale. 
In qualche caso le cosiddette “testate” dei basalti colonnari non sono lisce, ma presentano una superficie ruvida a causa di conformazioni vetrose dette “vulcaniti”.
Precisamente, il geosito è rappresentato da una "fessurazione colonnare da raffreddamento in lave a chimismo tefritico-fonolitico".

## Leggenda

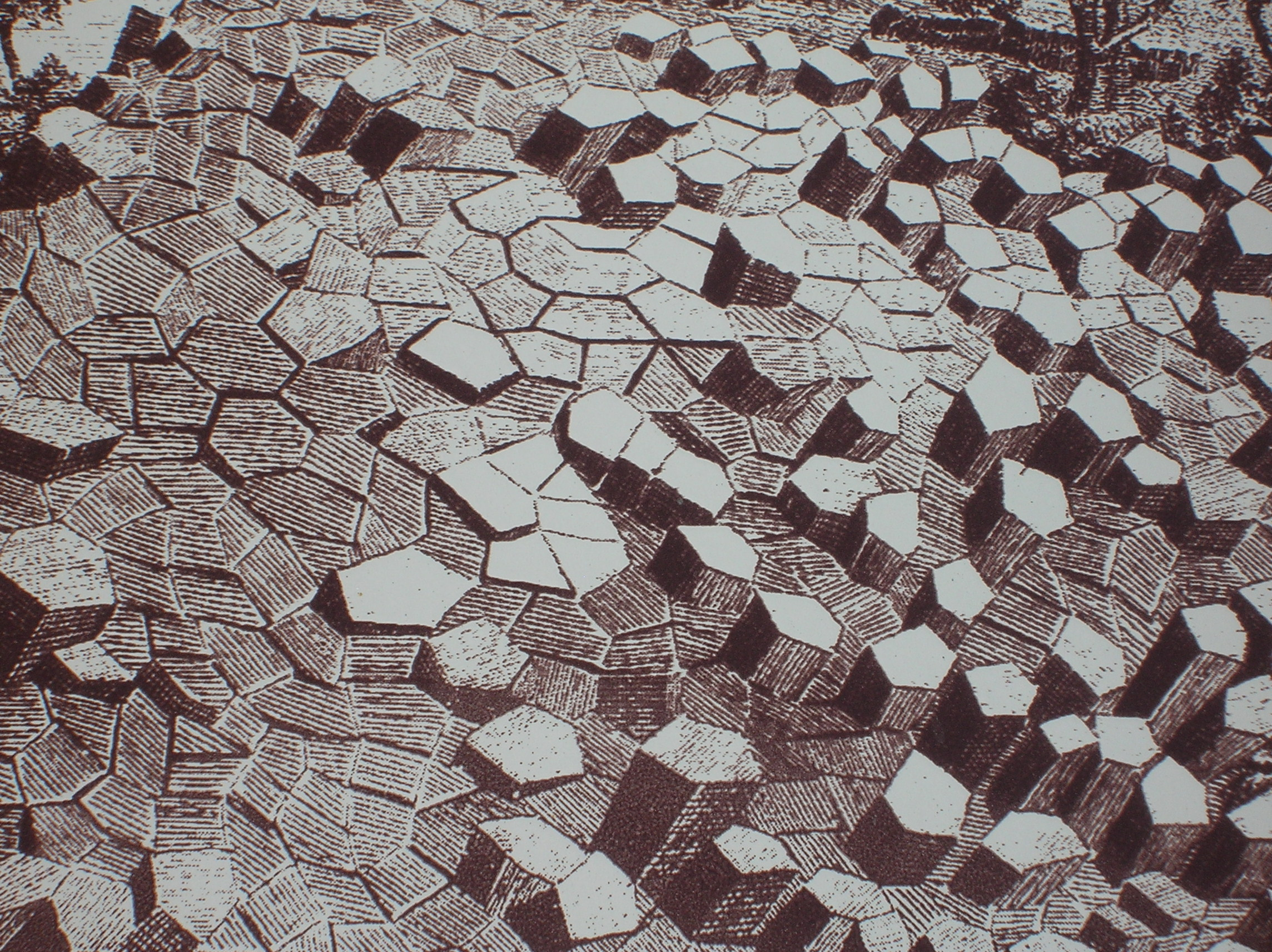
Le pietre lanciate

Secondo una leggenda locale, una divinità arcaica aveva costruito il suo tempio in un luogo sacro vicino al lago, vietando espressamente ai sacerdoti di celebrare riti e sacrifici nei giorni infausti. Ciò nonostante, alcuni di essi non si attennero al volere divino violando in questo modo la sacralità del tempio. La divinità scatenò la sua ira scagliando una serie di fulmini sul tempio e sul paese vicino. Una ragazza coraggiosa, mossa a pietà e volendo salvare le persone innocenti, raggiunse il lago per immergervisi e morire, sacrificandosi al dio.
L'Onnipotente, colpito dal sacrificio spontaneo della ragazza, la salvò da un fulmine trasformandosi in pietra e le impedì di affogare. Il Dio, colto da compassione, calmò la sua furia e trasformò ogni fulmine lanciato sul tempio e sul paese in una serie di pietre che si conficcarono nel terreno. La quiete ritornò, ma da allora i riti furono celebrati seguendo regole scrupolose e rigorosissime; il tempio fu distrutto e non più ricostruito. 
La ragazza fu riconosciuta da tutti come unica vestale del dio, ritirandosi in una grotta sacra posta vicino alle acque del lago.
A testimonianza dell'accaduto, narra la leggenda, rimasero solo pietre: le pietre lanciate.
Alla base del geosito, è stato effettivamente trovato un tempio etrusco.